# علم الباسك
علم الباسك ويعرف باسم إيكورينا هو رمز والعلم الرسمي لمنطقة إقليم الباسك في إسبانيا.